# سوارة (مشكين شهر)
سوارة هي قرية في مقاطعة مشكين شهر، إيران. عدد سكان هذه القرية هو 153 في سنة 2006.